# Wuppertal
Wuppertal este un oraș în landul Renania de Nord-Westfalia, Germania și este cel mai mare oraș din regiunea Bergisches Land, fiind capitala și centrul economic, industrial și cultural al acestei regiuni. Marele oraș verde, cum mai este numit, este așezat în zona sudică a regiunii Ruhr, aproximativ în centrul geografic al regiunii metropolitane Rhein-Ruhr, la 30 kilometri est față de Düsseldorf, circa 40 kilometri nord-est față de Köln și 23 km sud-est de Essen.
Populația orașului universitar Wuppertal este de 355.000 de locuitori, ceea ce îi conferă poziția a 17-a în clasamentul celor mai mari orașe germane, fiind unul dintre centrele regionale ale Renaniei de Nord. 
Orașul a luat ființă la 1 august 1929 sub numele Barmen-Elberfeld prin unirea orașelor Elberfeld (oraș major de la 1883) și Barmen (din 1884) și a orașelor Ronsdorf, Cronenberg și Vohwinkel, pentru ca în 1930 numele să-i fie schimbat în Wuppertal ca urmare a unui referendum. Orașul de pe malul râului Wupper îi împrumută acestuia numele.
Cel mai înalt punct este situat la altitudinea de 519 m, iar cel mai jos la 51,2 m deasupra nivelului mării.

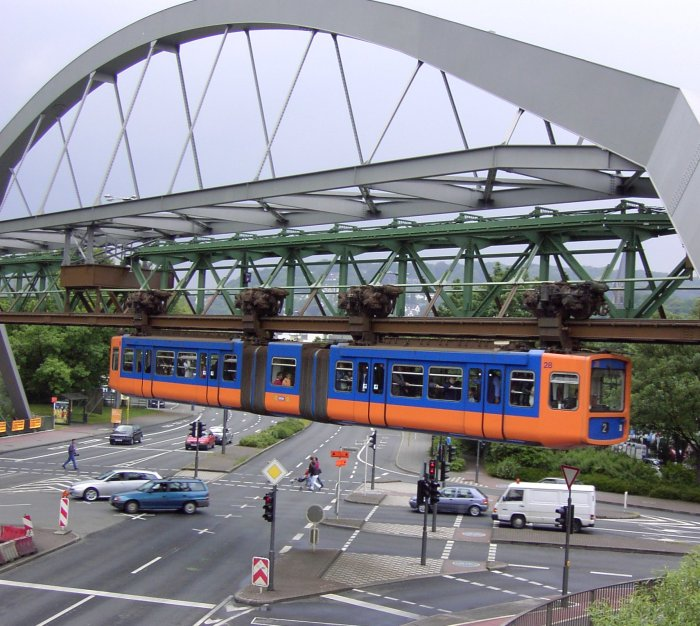
Schwebebahn-ul din Wuppertal

Wuppertal este renumit prin monoraiul Schwebebahn, teatrul Pina Bausch, fermecătoarea grădină zoologică, clădirea primăriei (Stadthalle) și Muzeul Von der Heydt.

## Poziția geografică
Wuppertal este situat pe un cot al Wupper-ului, de-a lungul graniței către Bergisch-ul de Jos la nord și platourile înalte la sud. Partea sudică a teritoriului orașului aparține platourilor Bergisch care ating înălțimi de cca. 350 m, platouri străbătute de văi create de diferite cursuri de ape. Partea de nord-vest a orașului aparține regiunii colinare care prezintă altitudini de cca 322 m.
Datorită importantelor diferențe de nivel în interiorul orașului există numeroase străzi cu pante mari și multe trepte, Wuppertal fiind orașul german cu cele mai multe trepte publice. A fost chiar denumit din această cauză, dar și datorită numeroaselor sale străzi drepte cu pante abrupte din cartierul Elberfelder, „San-Francisco”-ul Germaniei.
Crearea sa din mai multe nuclee urbane se oglindește și azi în planul său. Astfel Wuppertal are încă două centre urbane (Elberfeld și Barmen) și 5 alte cartiere (Beyenburg, Cronenberg, Langerfeld, Ronsdorf și Vohwinkel) cu elemente de orășel. Aproape din orice loc se poate ajunge în scurt timp într-o zonă relaxantă sau pe înălțimile împădurite.
Expansiunea teritoriului urban
Limita administrativă a orașului are o lungime de 94,5 km. Valea Wupper-ului se întinde în teritoriu pe o lungime de 33,9 km predominant pe direcția est-vest și prezintă lărgiri cu lățimi de la doi pînă la trei kilometri, aici fiind situate centrele Barmen și Elberfeld.
Cel mai înalt punct se atinge în Lichstscheid (350 m), cel mai jos la Müngsten (101 m), locul de vărsare al Morsbach în Wupper.

## Împărțire administrativă
Teritoriul urban este împărțit în 10 districte:
| - Elberfeld - Elberfeld-West - Uellendahl-Katernberg - Vohwinkel - Cronenberg | - Barmen - Oberbarmen - Heckinghausen - Langerfeld-Beyenburg - Ronsdorf |

Acestea sunt distribuite la rândul lor într-un total de 60 de cartiere (în scop statistic).

## Structura orașului
Orașul s-a născut prin unirea mai multor orășele și sate izolate situate pe valea aceluiași râu, iar organizarea este descentralizată. Situația topografico-geografică condiționează legătura ca o unitate urbană cu o istorie și structură impusă (istoria comună a dezvoltării industriale, condiții asemănătoare pentru creștere și identificarea care exista deja de mult înainte de fuzionare).
Prin forma lunguiață est-vestică a văii rezultă o bandă de aglomerare dreaptă, care nu mai găsește niciun fel de paralelă în spațiul german. De-a lungul unei axe de 15 km formate din șoseaua și calea ferată principală împreună cu mijlocul de transport local (Schwebebahn-ul) se găsesc toate funcțiile importante ale orașului.
Este greu deci de determinat un centru clar, iar competiția dintre fostele orașe Barmen și Elberfeld îngreunează formarea unui centru omogen, iar actuala tendință de a se forma în centrul Elberfeld-ului zona comercială nu este îndestulătoare. 
Poziția sa pe valea Wupper-ului creează impresia unei urbe de dimensiuni mari, iar spațiile verzi care se găsesc paralel cu direcția de curgere a râului, care permit ajungerea la pădurile înconjurătoare după doar câteva sute de metri. În secolul al XIX-lea au luat  ființă aici numeroase cartiere foarte apropiate de centru și de apă (Briller, Cartierul Zoo, indirect și zona sudică a Elberfelder alături de zona Toelleturm din Barmen).
Dezvoltarea sa ca oraș-bandă are ca origine utilizarea industrială a Wupper-ului și a văii adiacente. Începând cu anii 1990 are loc dezindustrializarea zonei, ce va avea ca efect părăsirea a numeroase locații de-a lungul zonei centrale. Această depopulare, prezentă pe chiar teritoriul urban, va face ca aceste zone să nu beneficieze de serviciile și administrația prezente în alte cartiere, iar industria mijlocie din Wuppertal nu poate susține o modernizare suficientă.
Cauza pentru această lipsă a industriei o constituie însăși situarea geografică, pentru că amenajarea unei industrii grele pe valea îngustă nu este posibilă. La începutul secolului al XX-lea concernul Bayern trebuia să părăsească orașul în care a luat ființă datorită imposibilității de expansiune, mutându-și sediile la Leverkusen. Rezultă deci un oraș slăbit, mult mai afectat față de o urbe cu centru radial, iar suburbanizarea care încă are loc nu poate decât să contribuie la această decădere.
Cauzele pentru care orașul are forma unei benzi coincid cu cele care-i frânează dezvoltarea: topografia pur și simplu nu permite mărirea spațiilor industriale. Aceasta diferențiază Wuppertal de orașe ca Berlin (modernizat intens după război), Brasília sau orașul Shenzhen din China, oraș-bandă ce este situat la limita Hongkong-ului și modernizat la rându-i după 1990.

## Orașe și comune învecinate
În sens orar începând cu nordul: Hattingen, Sprockhövel, Schwelm și Ennepetal (toate în Ennepe-Ruhr-Kreis, Radevormwald (Oberbergischer Kreis), Remscheid und Solingen (orașe fără Kreis), Haan, Mettmann, Wülfrath și Velbert (toate în Kreis Mettmann).

## Clima
Clima din Wuppertal este tipică nord-vestului Germaniei. Se resimt influențele atlantice care conduc la veri răcoroase și ierni relativ blânde. Relieful și amenajarea pământului conduc de asemenea la modificări ale parametrilor temperatură, umezeală, vânt, precipitații sau radiație solară.
Deasupra înălțimilor landului Bergisch se întâlnesc masele atlantice de aer umed cu curenții vestici. Norii se ridică în straturi înalte, care de regulă sunt mai reci, condensează și produc așa numitele ploi orografice (ploi cauzate de relief). Cantitatea medie de precipitații este de 1116 mm în vale și de 1883 pe culmi, fiind dublă față de cea din Berlin. Ea se numără printre cele mai mari de pe teritoriul german. Lunile cele mai bogate în precipitații sunt decembrie și iunie. Există chiar și o zicală care afirmă că „în Wuppertal copiii se nasc cu tot cu umbrelă”.
Temperatura medie anuală ia valori între 8.5 și 9 °C. În perioada de vegetație, care are de la 150 la 180 zile și în care temperaturile sunt mai mari de 10 °C, se înregistrează valorii medii între 13 și 16 °C. Luna iulie este cea mai călduroasă din an, cu temperatura medie de 17,2 °C, iar ianuarie cea mai friguroasă (1,9 °C). În general există 26 de zile cu temperatura de peste 25 °C și 62 de zile „de îngheț”.
Soarele iluminează Wuppertalul 1300-1400 de ore anual, o valoare inferioară mediei din Germania (1550 ore).
Viteza vântului variază între 2,9 m/s în vale și 3,8 m/s în zonele mai înalte.
Aceste caracteristici climatice favorizează creșterea vegetației. Condițiile pentru practicarea agriculturii sunt mai degrabă dificile din cauza pericolului furtunilor violente și înghețului târziu.
Din 1991, în Wuppertal își găsește sediul „Institutul pentru climă, mediu și energie”, recunoscut pe plan mondial.

## Cadrul natural
29% (4.858 hectare) din teritoriul urban reprezintă suprafețe libere și împădurite, 7,8% (1.318 hectare) locuri de parcare și spații verzi, 21% (3500 hectare) din suprafață este cultivată. Există aprox. 8000 de parcele pe 380 ha și 46 cimitire pe o suprafață de 160 ha.
Anumite regiuni din apropiere nu au putut fi cultivate din cauza declivităților prea mari. Pe anumite formațiuni stâncoase au fost amenajate parcuri sau grădini.

## Păduri
Orașul are numeroase suprafețe acoperite de păduri. În pădurea Burgholz din Cronenberg există o colecție unică de arboret în care se realizează studii. Vizitatorii pot explora zona pe cele patru poteci.
Gelpetal este un teritoriu protejat situat în sudul orașului unde se prelucrau fierul și oțelul încă din secolul al XIV-lea. Resturile acestei industrii sunt situate de-a lungul unui traseu amenajat.

## Personalități marcante
- Manfred Reichert, fotbalist german
- Sandy Mölling, cântăreață de muzică pop
- Marie Gruber, actriță
- Ann-Kathrin Kramer, actriță
- Christian Lindner, politician